# Зелёный дом (организация)
«Зелёный дом» — неправительственная некоммерческая организация из Хабаровска. Занимается социальной реабилитацией безработных и инвалидов, развитием сельских поселений на Дальнем Востоке и помощью пострадавшим в результате стихийных бедствий. В 2015 году организация прекратило своё существование.

## История
Компания зарегистрирована в 1998 году, изначально её членами стали учителя Архитектурного лицея, но постепенно ряды компании пополнялись представителями различных профессий. Основная деятельность организации в первые годы заключалась в проведении экологических семинаров и акций, но со временем обрела более широкий контур.
В 2001 году организация выиграла тендер на Региональный центр по благотворительной программе РОЛЛ «Института устойчивых сообществ» из США.  Финансовую поддержку оказывали Фонд «Евразия», также средства поступали по программе содействия развитию предпринимательства на Дальнем Востоке ESD (Winrock International Institute). Важными инвесторами компании можно считать  Фонд Форда, поддержавший проект по активизации артельной предпринимательской деятельности в пяти поселениях Хабаровского края, и Агентство США по международному развитию, оказавшее помощь в продвижении программы коллективной реализации гражданских инициатив на муниципальном уровне в шести районах Дальнего Востока.
Первым директором организации была Ольга Петрова. В 2003 году её сменила Татьяна Коробенко, а затем «Зелёный дом» возглавил Сергей Плешаков.
С 2011 года компания занималась в основном вопросами развития села и сельского туризма, а также помогала деревенским жителям начать предпринимательскую деятельность. В 2012 году получила награду на конкурсе «Импульс добра», за системный подход к социальному предпринимательству.
В результате осуществления проектов «Зелёного дома», к 2012 году в регионе появились дополнительно 200 рабочих мест и более 100 домашних хозяйств, 15 кооперативов, еще около 300 сельскохозяйственных предприятий увеличили свои доходы. Так в селе Алексей-Никольское начали развивать сельский туризм, туристов завлекают продукцией местных сыроваренных заводов: проект получил название «Весёлое сыроварня». А в посёлке Дормидонтовка начали проводить популярный фестиваль варенья, позволивший привлечь в село дополнительное финансирование. В Вяземском районе ежегодно проводятся сельские инвестиционные форумы, на которых встречаются районные предприниматели, занимающиеся в сфере народных ремёсел и сельского хозяйства. На этих форумах также решаются вопросы инвестирования. Подобные мероприятия проводятся в сёлах Бикинского района Хабаровского края и Пожарского района Приморского края. Организация помогала местным общинам в создании сельских кооперативов и сельскохозяйственных предприятий, придумывала, как привлечь покупателя.